# Seriado

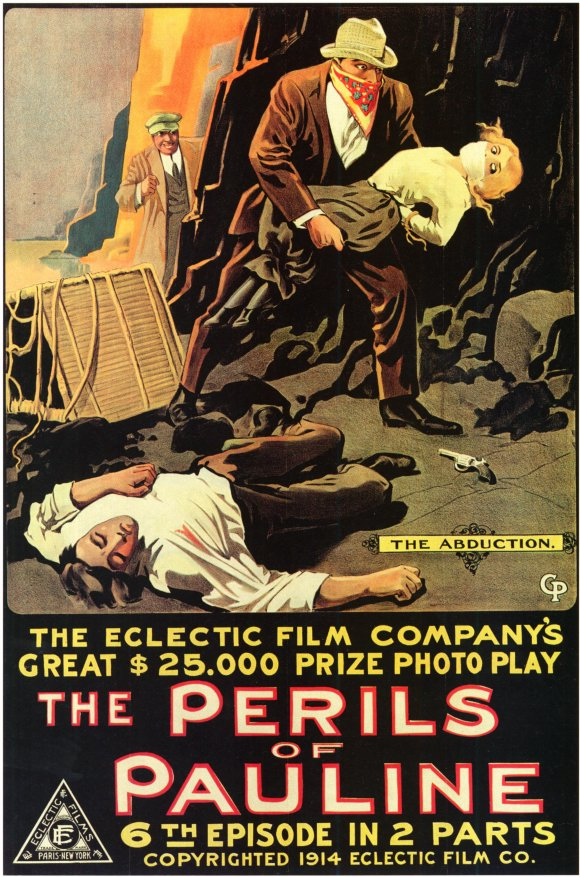
Poster de The Perils of Pauline (1914).

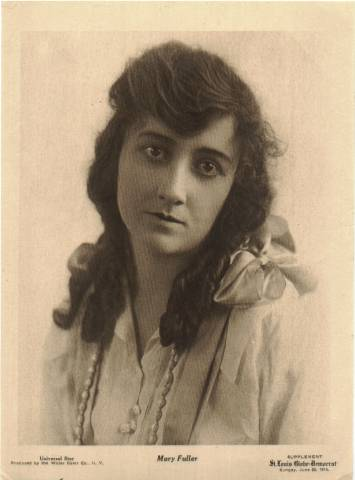
Mary Fuller, estrela do primeiro seriado estadunidense, produzido pelo Edison Studios em 1912.

Seriados, cinesseriados, filmes em série ou seriados cinematográficos (em inglês: serial film, movie serials ou chapter plays) são filmes sequenciais, com um número limitado de episódios curtos, perfazendo no total uma história completa, que eram apresentados nos cinemas da primeira metade do século XX.
Os seriados são atualmente considerados uma forma de filme B, não apenas por se basearem em fórmulas simplificadas, mas também por terem sido feitos com baixos orçamentos e visarem principalmente o lucro, características essas que remetem ao filme B. Usualmente tinham entre 10 e 15 episódios, com algumas exceções, e cada episódio terminava com uma proposta extrema, em que o herói (ou a heroína) enfrentava uma situação de perigo, aparentemente sem solução, de forma a prender a atenção do público, levá-lo à curiosidade de ver o episódio seguinte, e conferir a forma com que o perigo seria superado, numa característica que ficou conhecida no cinema como cliffhanger. Os episódios originalmente eram semanais, e sempre terminavam com um convite ao público para assistir o subsequente.
A história apresentada pelo seriado, explica William Henckemaier, geralmente envolvia um herói ou heroína lutando contra o mal, contra algum vilão, que continuamente os expunha a armadilhas ou situações extremas de perigo, e das quais o herói escapava bravamente. O instante final do episódio subentendia, muitas vezes, a morte ou a derrota do herói, mas no episódio subsequente o público conferia sua sobrevivência através da persistência e da coragem. A situação se repetia ao longo de todo o seriado, numa sequência de armadilhas e perigos contínuos, até que, finalmente, no último episódio, o herói vencia o vilão. Os personagens eram bastante caricatos, arquetípicos, representavam heróis e vilões, e costumeiramente havia o “melhor amigo”, coadjuvante que funcionava como suporte para o personagem principal.

## Histórico
Entre 1908 e 1920, o cinema se desenvolveu através dos chamados filmes em série ou seriados, que se tornaram a grande atração das casas de projeção. Essa inovação não era, porém, uma criação do cinema, pois na época, em especial na França, eram populares os fascículos quinzenais com histórias policiais e de aventuras, os quais se espalharam pela Europa. Foi na França, portanto, que o seriado surgiu, com Nick Carter, le roi des détectives, em 1908, baseado nos fascículos do detetive Nick Carter, sob direção de Victorin Jasset, diretor cheio de imaginação que muitas vezes improvisava o roteiro durante as filmagens. Mediante o sucesso da série, várias imitações foram feitas na Europa, tais como Raffles e Sherlock Holmes na Dinamarca, e Nick Carter na Alemanha.

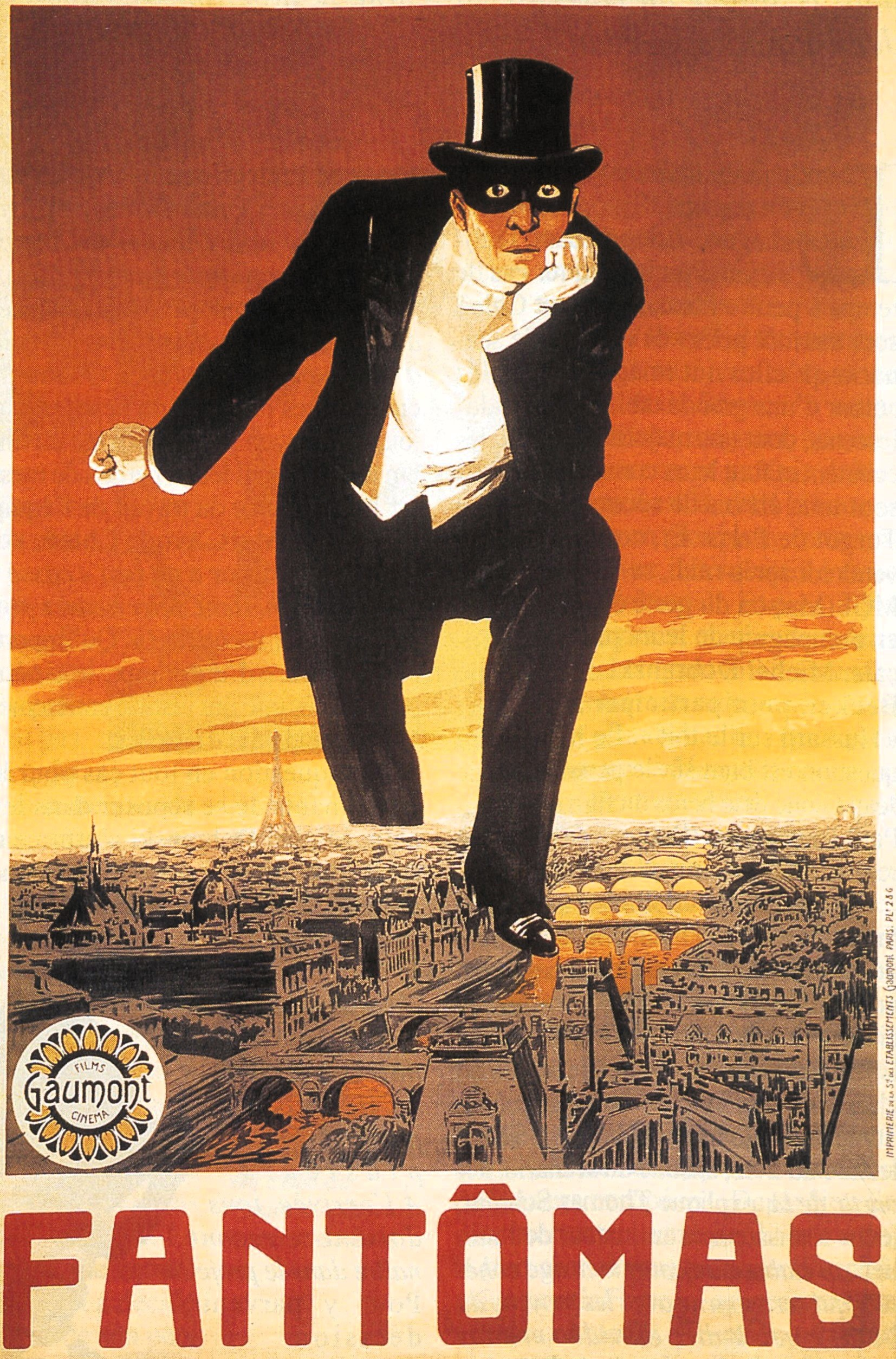
Poster do seriado francês Fantômas, produzido por Louis Feuillade em 1913.

Em 1910, foi realizado o seriado Arsène Lupin Contra Sherlock Holmes, drama alemão em 5 capítulos, dirigido por Viggo Larsen e baseado em Arsene Lupin Contre Sherlock Holmes, de Maurice Leblanc.
Em 1911, surgiu no cinema o detetive Nick Winter, interpretado por Léon Durac; também em 1911, o diretor Victorin Jasset realizou Zigomar, um seriado baseado nas aventuras de um bandido, publicadas no jornal Le Matin, e Zigomar Contra Nick Carter. Em 1913, dirigiu Protea, com a personagem principal apresentando uma mulher fatal.
O mais famoso seriado da época, porém, foi Fantômas, de Louis Feuillade, adaptado do folhetim de Pierre Souvestre e Marcel Allain. O personagem, interpretado por René Navarre, podia realizar várias performances: podia se passar por rei, médico, vagabundo, entre outros, e era perseguido pelo detetive Juve. Entre 1913 e 1914, foram realizados 5 filmes da série Fantômas.

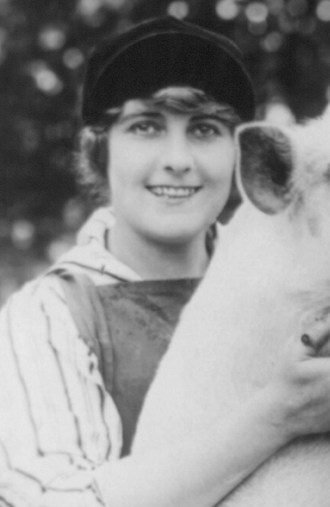
Pearl White, atriz de seriados que se tornou ídolo da juventude da época.

Os filmes em série chegaram, por volta de 1912, aos Estados Unidos da América, com What Happened to Mary?, co-produção do Edison Studios Company e da revista The Ladies World, primeiro seriado estadunidense. Os seriados comumente eram acompanhados, enquanto veiculavam nos cinemas, pela mesma história em capítulos nos jornais. Por volta dos anos 1910, tinha-se o hábito, nos cinemas populares dos Estados Unidos, de passar os filmes importantes por partes de um rolo, o que pode ter incentivado o aparecimento do seriado. O seriado estadunidense, porém, diferente dos filmes em episódios europeus, tais como Fantômas, de Louis Feuillade, e Nick Carter, de Jasset, tinha articulação com os folhetins impressos. Na época, o jornal Chicago Tribune, pertencente aos McCormick, produtores de máquinas agrícolas, enfrentava a concorrência do Chicago's American, pertencente a William Randolph Hearst. Os McCormick, então, começaram a publicar folhetins cuja adaptação cinematográfica era conferida semanalmente, nos cinemas, assegurando para si os clientes dos Nickelodeons. Em 29 de dezembro de 1913, por exemplo, cem cinemas de Chicago iniciavam a exibição do seriado The Adventures of Kathlyn, cujo folhetim fora publicado no Chicago Tribune, e um mês depois Hearst revidou com um seriado do Edison Studios, The Active Life of Dolly of the Dailies. Todo esse acontecimento foi acompanhado amplamente pela imprensa. Os seriados proliferaram, apresentando suas obras primas, tais como The Million Dollar Mystery, produção da Thanhouser Film Corporation, que rendeu dez vezes o seu custo, e The Perils of Pauline, produção Pathé/ Hearst, estrelando Pearl White, que logo se tornou ídolo dos jovens.
Na Itália, foram famosos A Quadrilha dos Ratos Cinzentos e O Triângulo Amarelo, em 1917 e 1918. Na Alemanha, em 1915, Otto Rippert realizou Homunculus, e Fritz Lang realizou Die Spinnen (As Aranhas), em 1919. Na Inglaterra, Charles Raymond realizou The Great London Mystery ("Os Mistérios de Londres"), em 1920. Na Espanha, José Maria Codina realizou Mefisto, em 1917.
Os seriados se tornaram muito populares entre as crianças e os jovens da primeira metade do século XX, e geralmente as sessões de cinema, inclusive no Brasil, até os anos 60, eram precedidas por um episódio de seriado, como eram conhecidos então. Posteriormente, foram adquiridos pelos canais de TV, sendo apresentados então em episódios semanais ou diários. Grande parte era de western, mas havia os mais diversos gêneros: dramas, ficção científica, espionagem, aventuras na selva, além de adaptações de livros. Alguns chegaram a ser bastante dispendiosos, como foi o caso de Flash Gordon, que pode ser considerado uma das maiores produções de seu tempo.
A época do cinema mudo foi o auge dos seriados e grandes artistas foram revelados, tais como Pearl White, que estrelou o seriado mudo The Perils of Pauline, em 1914, além de Ruth Roland, Marin Sais, Ann Little e Helen Holmes. A época de ouro do seriado, porém, foi entre 1936 e 1945.

### Cinema mudo

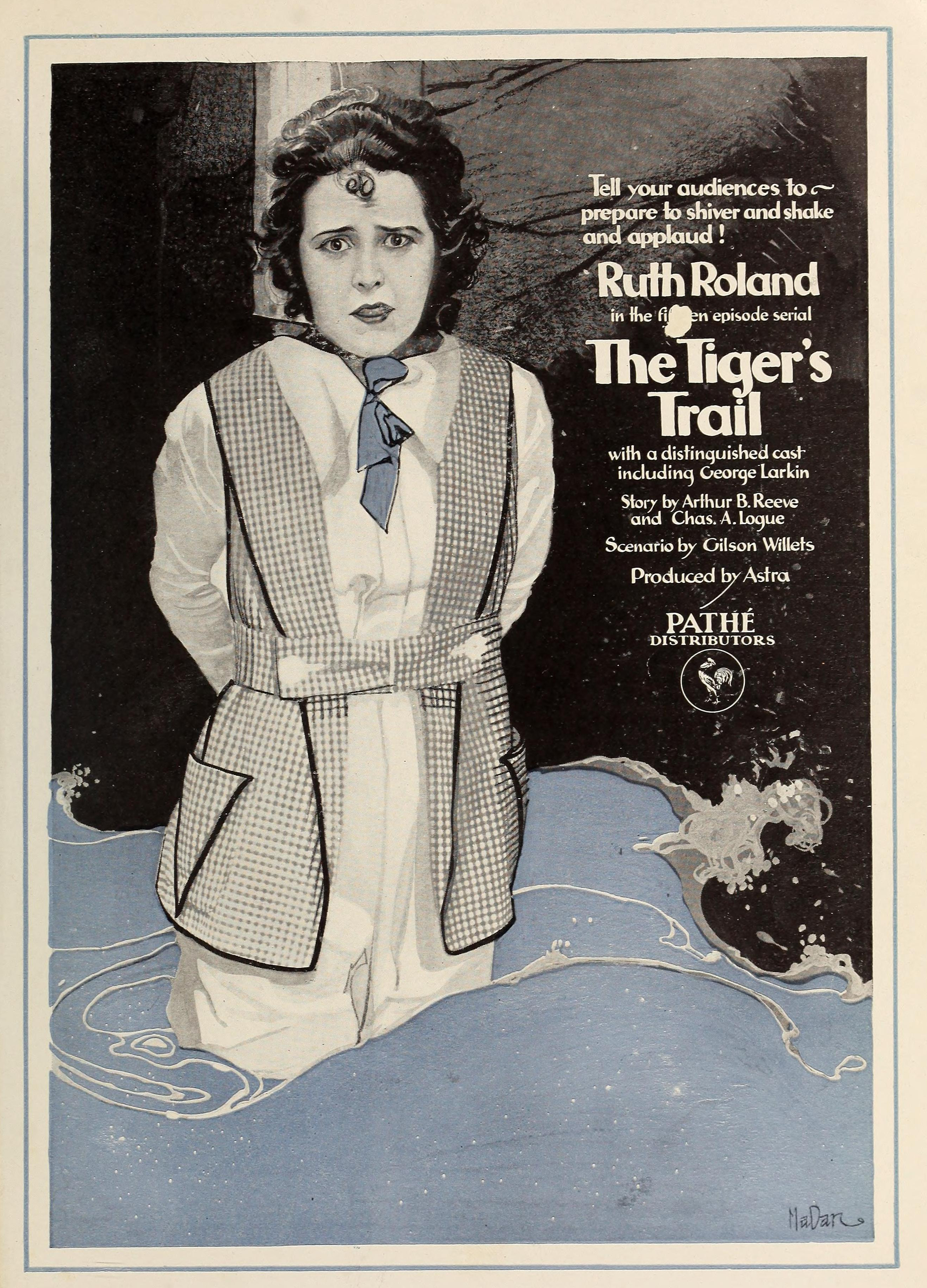
Cartaz do seriado The Tiger's Trail, com Ruth Roland, em 1919. A tragicidade das expressões, típica do cinema mudo e o enfrentamento do perigo iminente, que perfazia o cliffhanger, eram elementos característicos dos seriados.

Alguns dos mais famosos seriados estadunidenses do cinema mudo foram The Perils of Pauline, de 1914, e The Exploits of Elaine feitos pela Pathé e estrelados por Pearl White. Outro seriado popular da época, com 119 episódios, foi The Hazards of Helen pela Kalem Studios e estrelando Helen Holmes nos primeiros 48 episódios e Helen Gibson nos demais.
Grandes estúdios os produziam, entre eles Vitagraph Studios, Essanay Studios, Warner Bros., Fox, e Universal Studios. Algumas companhias independentes, tais como Mascot Pictures, fizeram seriados de Western. Foram feitos quatro seriados mudos de Tarzan. A Europa também produziu alguns, em especial a França, com Judex e Les Vampires, e a Alemanha com Homonculus.Judex inspirou Ravengar, personagem do seriado franco-americano The Shielding Shadow, produzido pela Pathé e lançado no mesmo ano.

### Cinema sonoro
Com o advento do cinema sonoro, a Grande Depressão tornou difícil a sobrevivência das pequenas companhias cinematográficas. A Mascot Pictures e a Universal Pictures foram algumas das poucas que suportaram a transição do cinema mudo para o sonoro.
Nos anos 30, algumas companhias independentes tentaram fazer seriados. Em 1937, o grande sucesso da Universal Pictures foi Flash Gordon, e no mesmo ano foi criada a Republic Pictures, que envolveu a absorção da Mascot Pictures, de forma que, em 1937, a produção de seriados estava nas mãos de apenas três companhias: Universal Pictures, Columbia Pictures e Republic Pictures, com a Republic alcançando a liderança na qualidade das produções. Cada companhia fazia quatro ou cinco seriados por ano, entre 12 e 15 episódios cada. Após o fim da Segunda Guerra Mundial, em 1946, a Universal transferiu sua unidade de seriados e foi renomeada como Universal-International Pictures. A Republic e a Columbia continuaram sua produção, ambas com quatro seriados por ano. A Republic fixou os seriados em 12 capítulos, e a Columbia em 15.
Nos anos 50, as séries televisivas e a venda dos velhos seriados para os canais de TV causaram o declínio dessa forma de filme e o seu esquecimento gradativo. O saudosismo após os anos 50 incentivou a volta e a recuperação pelos fãs e pelos estúdios profissionais, com a restauração de muitos deles.

### No Brasil
Os seriados alcançaram grande popularidade no Brasil, e a Universal Pictures foi a primeira distribuidora de companhia americana a instalar seu escritório em terras brasileiras. A partir de 1915, com a exibição, em São Paulo, de A rapariga misteriosa (Lucille Love, Girl of Mystery), produção de 1914, sob direção de Francis Ford, houve grande influência do estilo estadunidense de seriados na produção de filmes. A influência desses seriados na produção cinematográfica brasileira torna-se evidente ao analisar os filmes produzidos na época. De acordo com Luciana Araújo, os seriados norte-americanos produzidos entre meados dos anos 1910 e início da década seguinte constituíram um fenômeno de popularidade em diversos países, inclusive no Brasil, onde o entusiasmo pelo gênero se prolongou ao longo da década de 1920, graças às constantes exibições que os filmes continuavam a ter, especialmente nos cinemas de bairro e do interior.
No Brasil, foi realizado Os Mistérios do Rio de Janeiro, em 1917, escrito e co-dirigido por Coelho Neto e produzido pela Rio-Film, porém não passou do primeiro capítulo, que foi exibido sob o título O Tesouro do Viking, em 25 de outubro de 1917, com Procópio Ferreira e Basílio Viana.
Outro que se pode considerar seriado brasileiro foi A quadrilha do esqueleto, produzido pela Veritas-Film de Irineu Marinho, com “aventuras policiais”. Também Le film du diable (Nacional-Film, 1917) é caracterizado como seriado pela revista Cinearte, em matéria de 1932. A dificuldade de passar do primeiro episódio deixa clara a grande limitação na produção de seriados no Brasil, pela exigência de meios de continuidade de produção com que o Brasil ainda não contava.

## Características

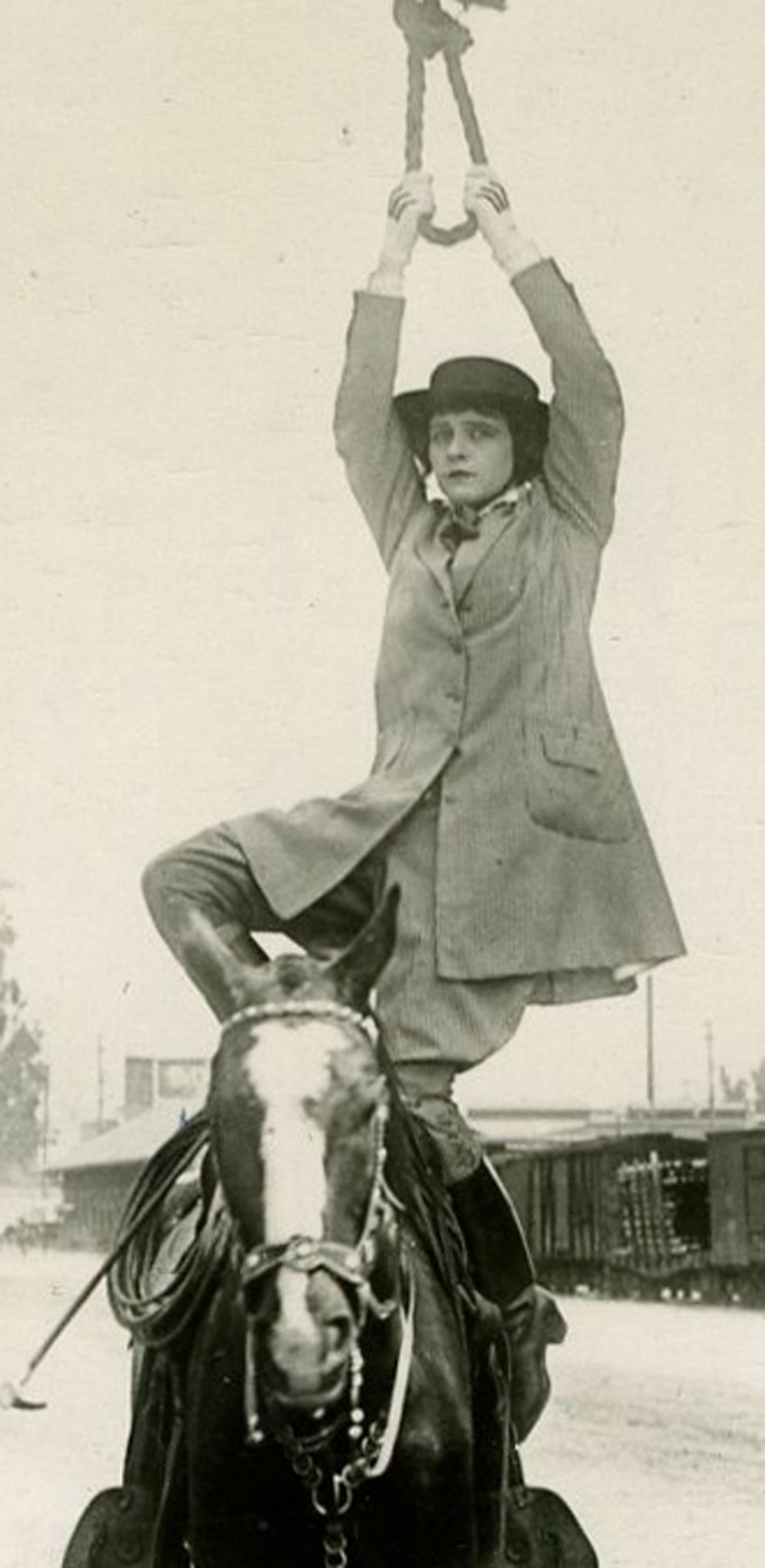
Helen Gibson em ação em The Hazards of Helen.

Segundo William C. Cline, de um seriado deveriam constar os seguintes ingredientes: um herói, que defendesse a verdade e a justiça, e com o qual o público se identificasse; um ajudante do herói; uma heroína, “bonita e vulnerável”; um vilão e seus capangas; um prêmio pelo qual todos lutassem, e os perigos, “destrutivamente mortais e inescapáveis”. Ainda segundo Cline, um bom seriado apresentaria um mistério envolvendo o herói ou o vilão, cuja identidade secreta seria revelada apenas no último episódio.
Outra característica seria uma relação estreita com as histórias em quadrinhos, com pouco diálogo e muita ação. As cenas de briga eram os “pontos altos dos filmes”, eram filmadas de um plano geral, o sangue era quase inexistente, e o herói saía incólume da briga. Os chapéus eram amarrados nas cabeças por elásticos, para que os dublês não fossem reconhecidos durante a cena, daí o fato de os chapéus nunca caírem.
Surpreendentemente, os primeiros seriados estadunidenses tinham como principal protagonista a mulher, como foi o caso de What Happened to Mary, de 1912, The Adventures of Kathlyn, de 1913, The Perils of Pauline, The Exploits of Elaine e The Hazards of Helen, de 1914, que ocasionaram inúmeras sequências e imitações. Neal of the Navy, de 1915, tem sido considerado o primeiro seriado estadunidense a usar um nome masculino no título, que até então era dominado por nomes femininos. Talvez isso se deva ao fato de, concomitantemente, os seriados serem publicados, também serialmente, em jornais da época, em sessões predominantemente dedicadas ao público feminino. O primeiro seriado estadunidense, What Happened to Mary, em 1912, foi publicado, também em série, na revista The Ladies' World, de McClure. A realização paralela interativa entre a publicação na revista e a exibição nos cinemas foi combinada entre o editor da revista The Ladies' World, Charles Dwyer, e Horace G. Plimpton, gerente do Edison Studios. A capa da revista The Ladies' World (1912) avisava: "Cem dólares para você, se puder adivinhar o que aconteceu com Mary". O primeiro capítulo da história foi publicado com a competição. A resposta correta mais próxima dos eventos dos próximos 20 minutos da história, em 300 palavras ou menos, ganharia 100 dólares. O ganhador foi Lucy Proctor, de Armstrong, Califórnia, dizendo que Mary seria resgatada por um jovem em seu carro. Essa solução foi publicada na edição de setembro de 1912. Essa característica de interatividade entre cinema, jornal e participação do público foi largamente imitada, repetida muitas vezes com outros seriados, em busca do sucesso.

## Cliffhanger

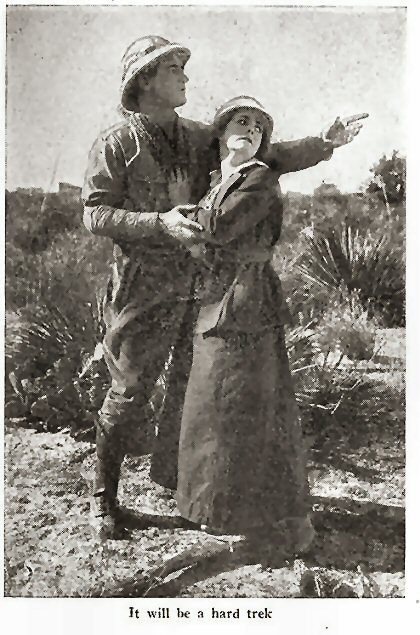
Cena de The Adventures of Kathlyn, considerado o primeiro seriado a utilizar o cliffhanger, em 1913.

Diversos clichês eram usados nos seriados, para garantir seu sucesso. Um dos mais comuns era o instante final do episódio, quando muitas vezes o herói ficava à mercê do perigo: à beira de um precipício, atropelado por uma tropa de cavalos, inconsciente dentro de um carro rumo ao abismo, ao lado de um barril de dinamite prestes a explodir, entre outros perigos, numa situação que ficou conhecida no cinema como cliffhanger. Muitos filmes, posteriormente, utilizaram tais clichês para prender a atenção e o interesse do público. Um exemplo é o popular Indiana Jones dos filmes atuais, que utiliza uma série de clichês comuns em seriados antigos.

## Heróis
.

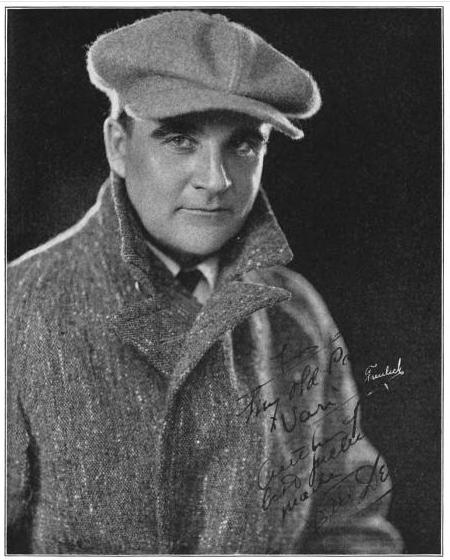
O ator William Desmond, apelidado de “Rei dos Seriados Silenciosos”.

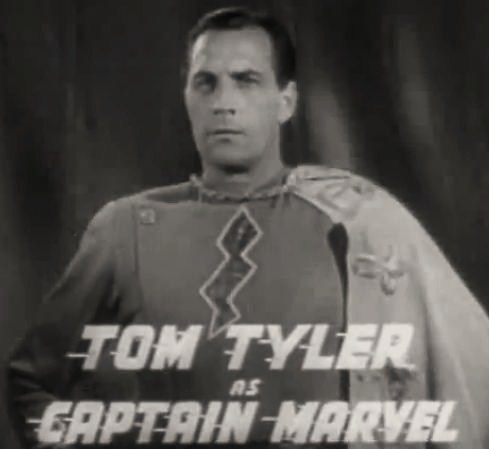
Tom Tyler interpretou Capitão Marvel no seriado Adventures of Captain Marvel de 1941, um dos primeiros heróis dos quadrinhos a ser adaptado para o cinema

A. C. Gomes de Mattos destaca os principais mocinhos (ou “daredevils”) dos seriados mudos: Charles Hutchison, Eddie Polo, William Duncan, William Desmond e Joe Bonomo, além de: Ben F. Wilson, Walter Miller, Jack Dougherty, Elmo Lincoln, Art Acord, Cullen Landis e Antonio Moreno. Houve quem se dividisse entre a atuação, a direção e a produção, tais como Francis Ford, George B. Seitz e William Duncan.
Walter Miller foi um dos principais atores de seriados da era do cinema mudo, atuou em 248 filmes, e entre eles mais de 20 seriados. O austro-americano Eddie Polo, apelidado de Hercules of the Screen (“Hércules das Telas”), atuou em 77 filmes, entre eles pelo menos 13 seriados. William Duncan, além de ator, foi escritor e diretor de cinema, atuando em 171 filmes, dirigindo 88 e escrevendo 46, dentre eles pelo menos 10 seriados. O irlandês naturalizado estadunidense William Desmond, apelidado The King of the Silent Serials (Rei dos Seriados Silencioso), teve entre os seus 205 filmes vários seriados. Elmo Lincoln, considerado o primeiro Tarzan do cinema, entre seus 80 filmes teve vários seriados. Francis Ford, irmão de John Ford, além de ator, foi diretor e escritor de seriados. O roteirista, diretor e produtor cinematográfico George B. Seitz também atuou em seriados.
Na era sonora, merecem destaque Tom Tyler, o Capitão Marvel de 1941, e Kirk Alyn, o Superman de 1948. Entre os heróis dos seriados Westerns, estão Johnny Mack Brown, Tom Mix, Buck Jones, Hoot Gibson, Bob Steele, Ken Maynard, Gene Autry, Allan Lane e Clayton Moore, e na ficção científica, Buster Crabbe como o Flash Gordon de 1936.
Vários atores depois famosos fizeram incursões em seriados, como John Wayne, Boris Karloff, Alan Ladd, Rod Cameron, Gilbert Roland, Lloyd Bridges, George Reeves e Leonard Nimoy, e entre os atores coadjuvantes, merecem destaque Tom London, que atuou em vários seriados, além de Walter Brennan, Smiley Burnette e Bela Lugosi.

## Heroínas
Desde o primeiro seriado estadunidense, What Happened to Mary, realizado pelo Edison Studios em 1912, apresentando Mary Fuller no papel de Mary, heroína envolta em várias aventuras, o status feminino de donzela em apuros se tornou um dos clichês da forma serial, contribuindo para aumentar a tensão e a curiosidade diante dos cliffhangers apresentados como recurso essencial na tentativa de prender a atenção do público para o próximo episódio. As heroínas se expunham a diversos perigos e armadilhas, escapando milagrosamente e das formas mais inusitadas, conquistando o público com sua coragem e perseverança no caminho considerado politicamente correto.
Destacaram-se, em especial no cinema mudo, algumas estrelas que foram consideradas “rainhas dos seriados”, cujo nome no cartaz do filme era capaz de levar multidões ao cinema.

### Galeria de estrelas

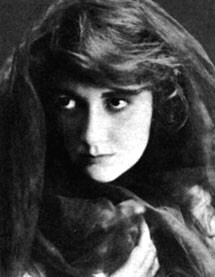
Mary Fuller, estrela de What Happened to Mary, 1º seriado estadunidense (1912).
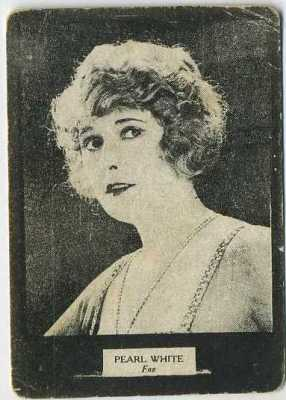
Pearl White, estrela de The Perils of Pauline, 1º seriado da Pathé.
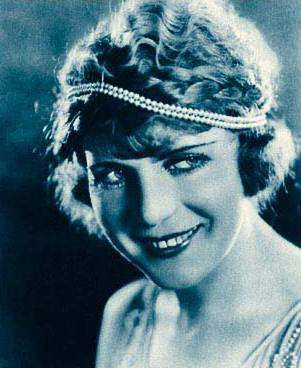
Kathlyn Williams, estrela do seriado The Adventures of Kathlyn, produzido pela Selig Polyscope Company em 1913.
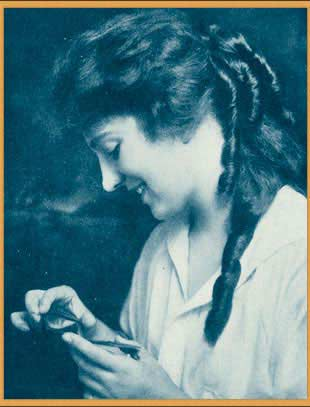
Helen Holmes, estrela de The Hazards of Helen, em 1914, um dos mais longos seriados da história, com duração de três anos e 119 capítulos.
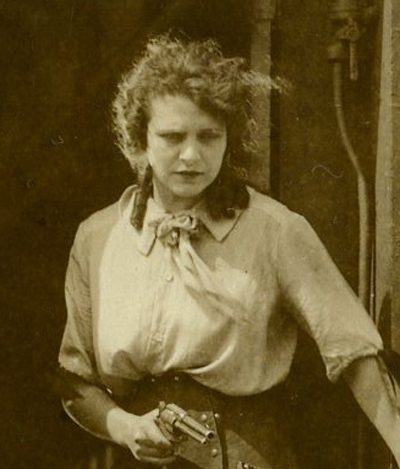
Helen Gibson, atriz que substituiu Helen Holmes em The Hazards of Helen, e se tornou igualmente uma estrela.
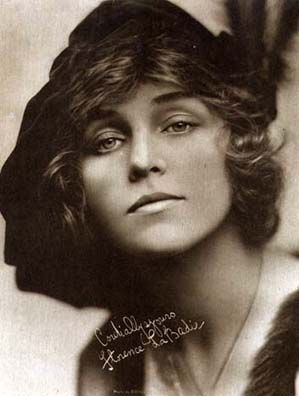
Florence La Badie, a 1ª estrela feminina a morrer com a carreira no apogeu, aos 29 anos, de acidente automobilístico.
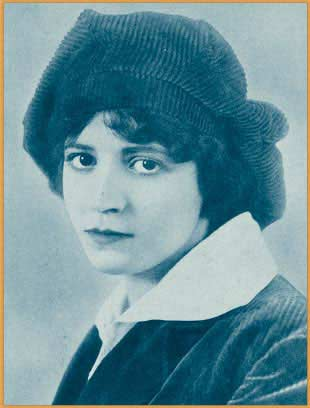
Marguerite Snow, atuou ao lado de Florence La Badie em The Million Dollar Mystery, em 1914.
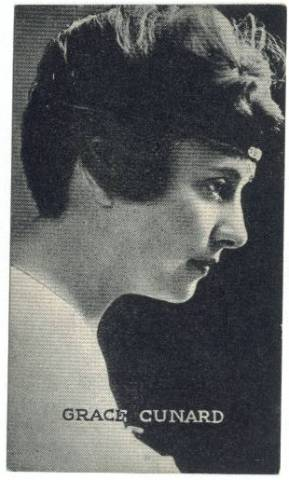
Grace Cunard, rainha dos seriados da Universal Pictures, com destaque para The Ace of Scotland Yard, 1º seriado com som (parcial) em 1929.
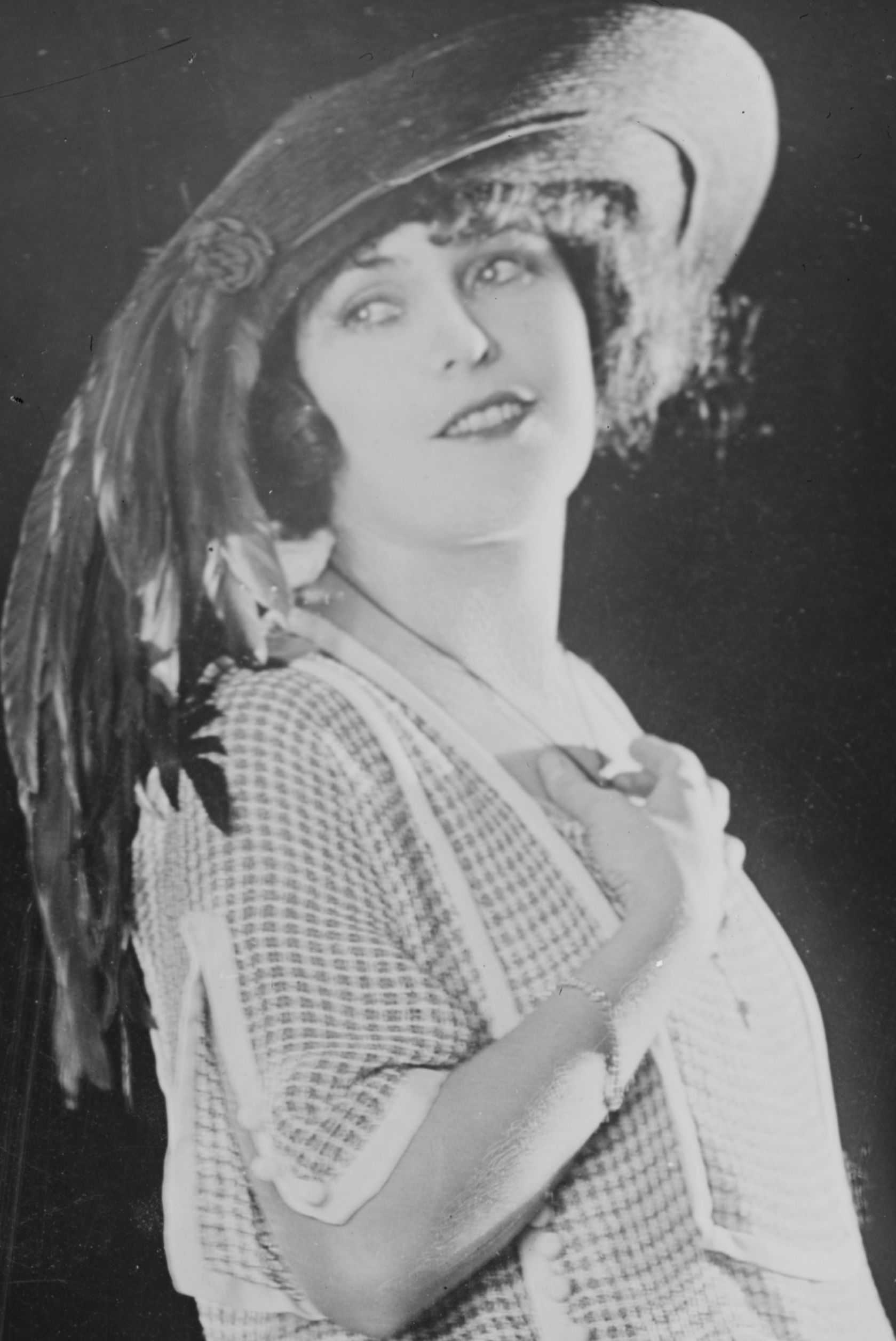
Ruth Roland, atriz e produtora cinematográfica que atuou em The Adventures of Ruth, em 1919.
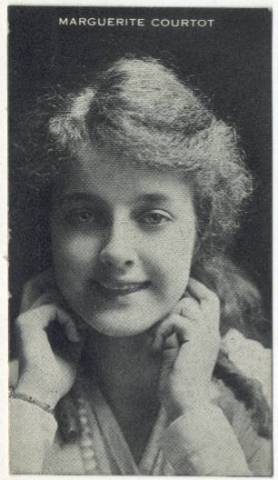
Marguerite Courtot, estrela de seriados, destacando-se The Ventures of Marguerite, de 1915.
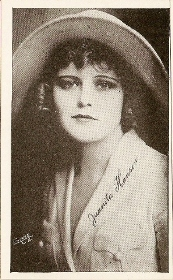
Juanita Hansen, estrela de vários seriados, destacando-se The Lost City, em 1920.
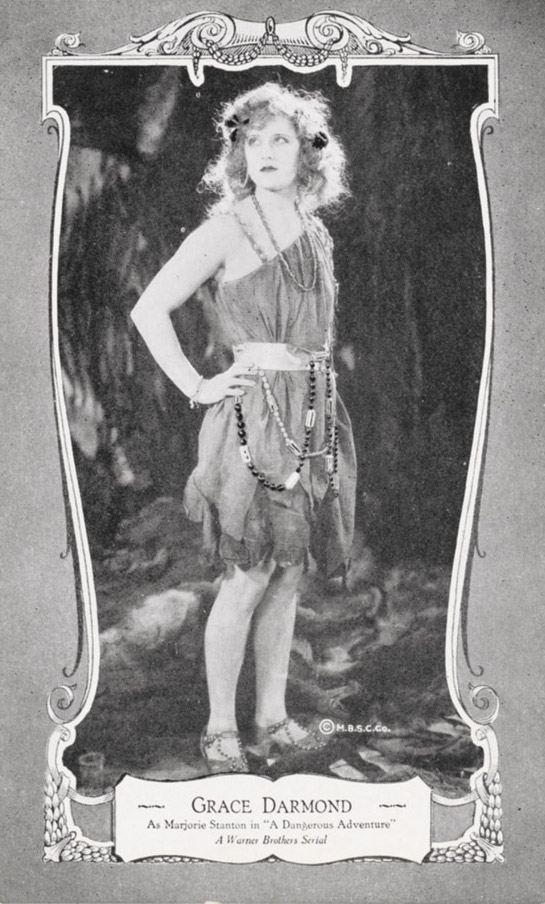
Grace Darmond, estrela do seriado The Shielding Shadow, realizado pela Astra Film Corporation e Pathé, em 1916.
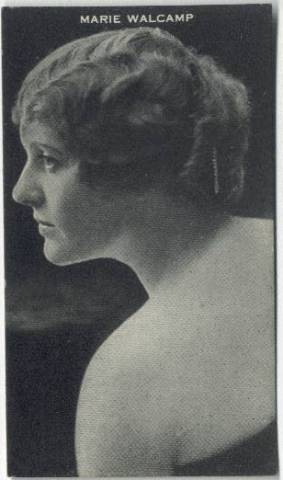
Marie Walcamp, estrela de vários seriados, entre os quais se destaca Liberty, A Daughter of the USA, de 1916. Walcamp se suicidou aos 42 anos.
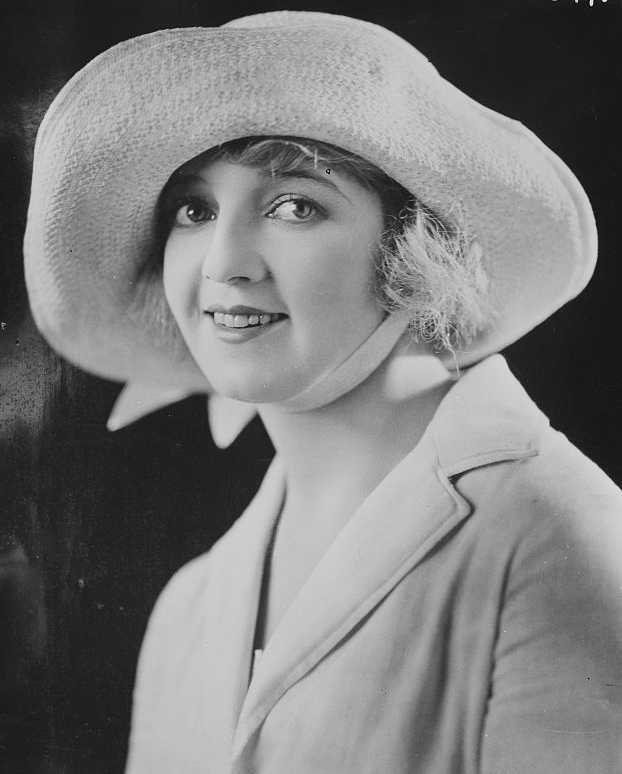
Eileen Sedgwick, estrela de seriados, entre eles se destacando The Great Radium Mystery, produzido pela Universal Pictures em 1919.
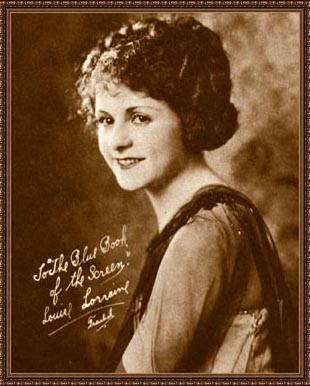
Louise Lorraine, estrela que se destacou por interpretar Jane no seriado The Adventures of Tarzan, de 1921.
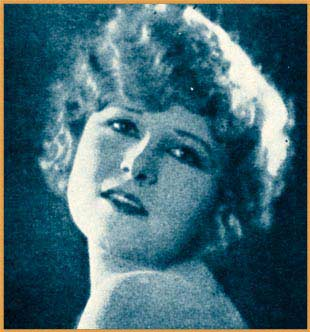
Allene Ray, estrela de The Black Book, último seriado mudo, em 1929, e The Indians Are Coming, 1º seriado totalmente falado.
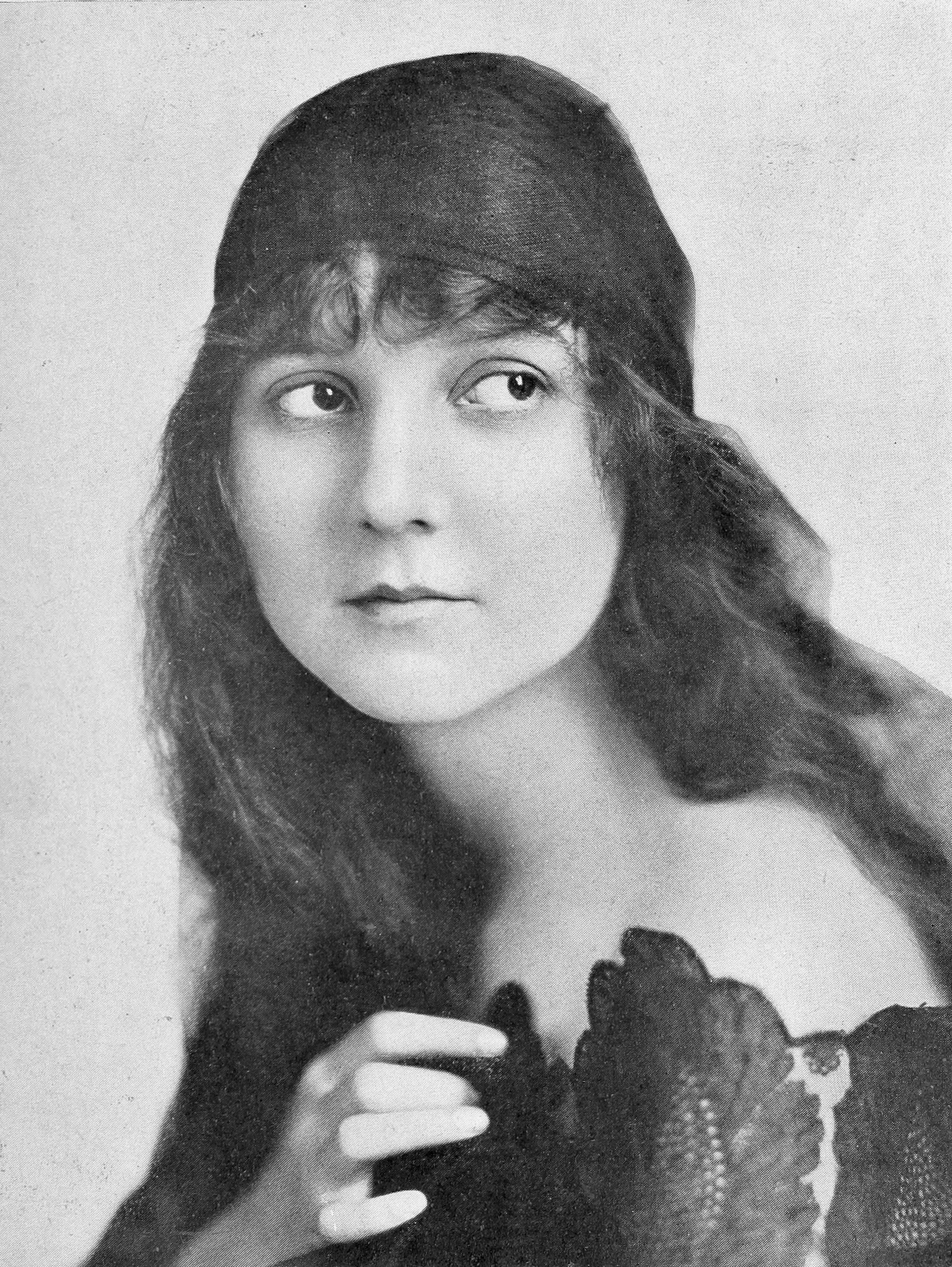
Ann Little, estrela de vários seriados, entre eles The Black Box, produzido pela Universal Pictures em 1915.
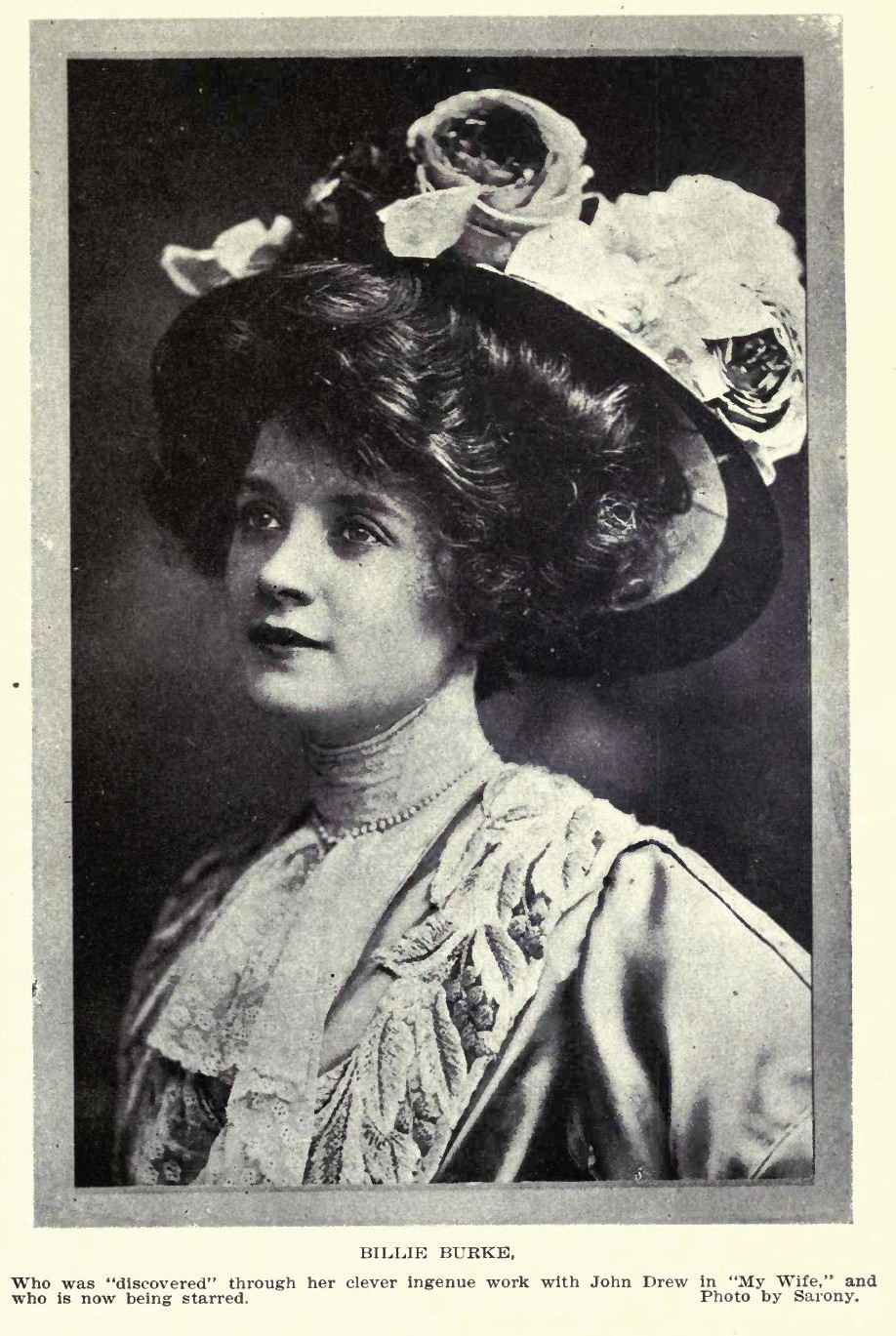
Billie Burke, atriz de teatro e estrela do seriado Gloria's Romance, em 1916, alguns anos depois, em 1938, foi indicada ao Oscar.
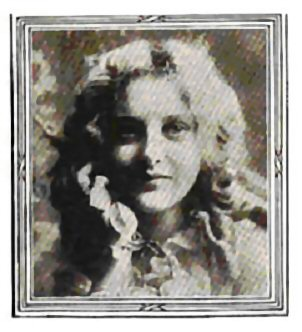
Ella Hall, estrela do seriado The Master Key, de 1914.
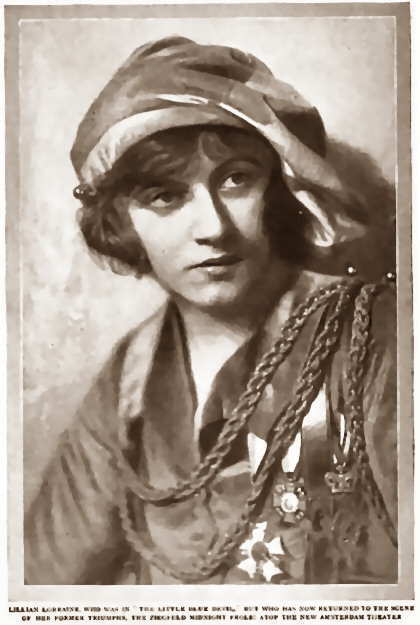
Lillian Lorraine, estrela do seriado Neal of the Navy, em 1915.
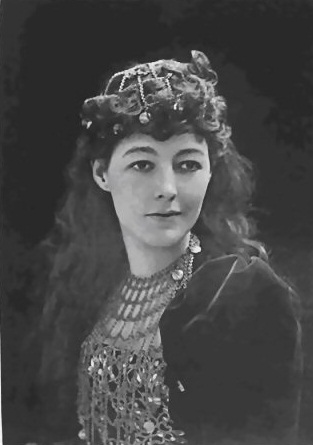
May Yohé, atriz e escritora do seriado The Hope Diamond Mystery, em 1921.
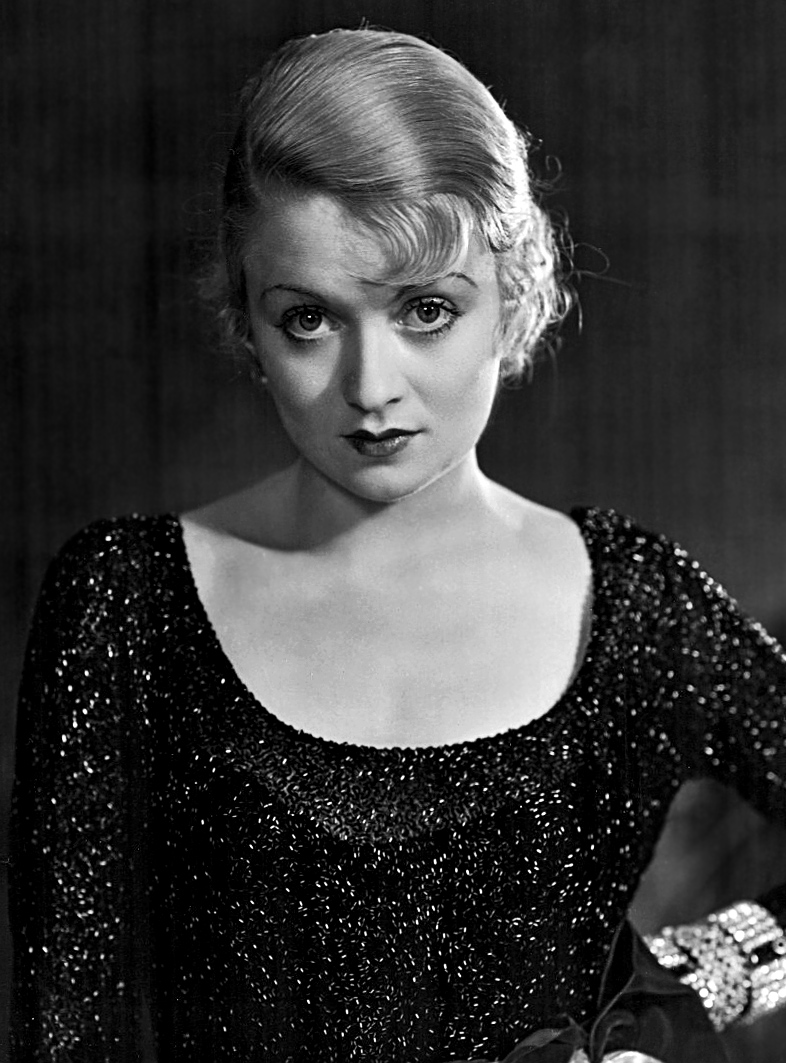
Constance Bennett, que atuou no seriado Into the Net, em 1921.
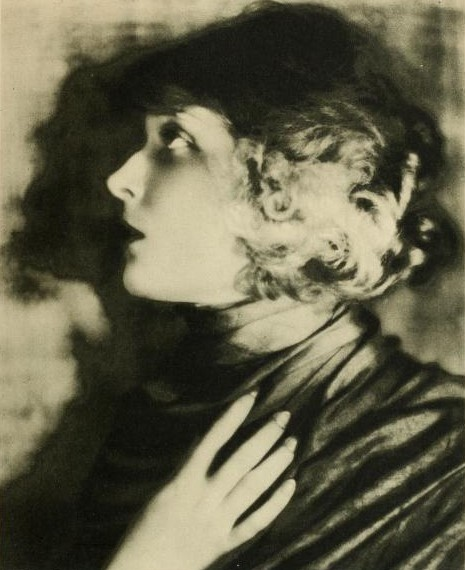
Jane Novak, estrela do seriado Graft, em 1920.
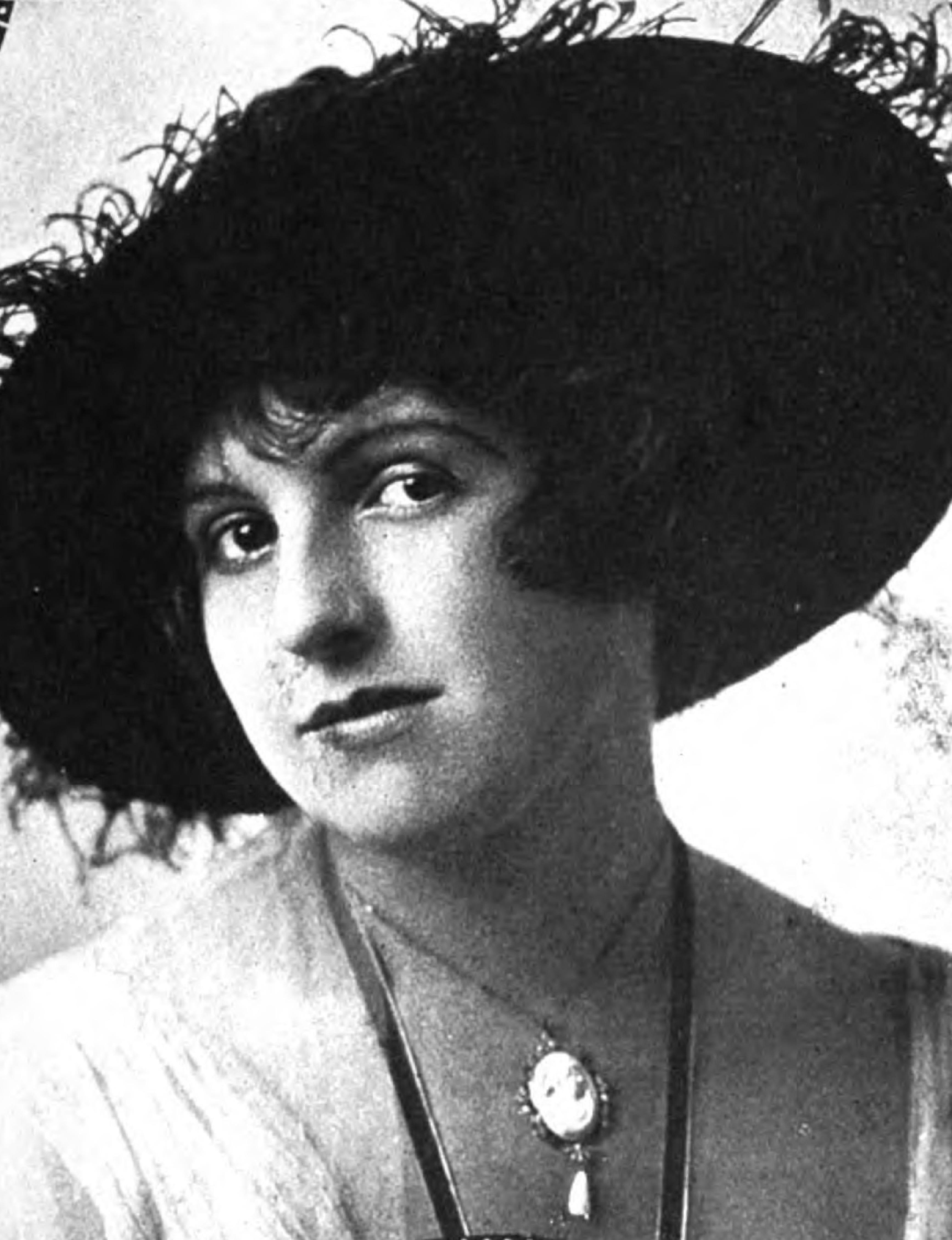
Gretchen Hartman, estrela do seriado Bride 13 da Fox Film, em 1920.
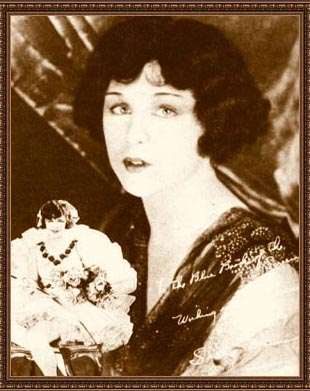
Shirley Mason, estrela do seriado Vultures of the Sea, em 1928.
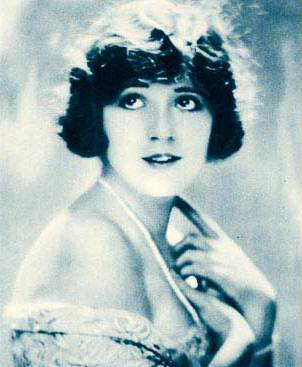
Helen Ferguson, que atuou no seriado Wild West, em 1925.
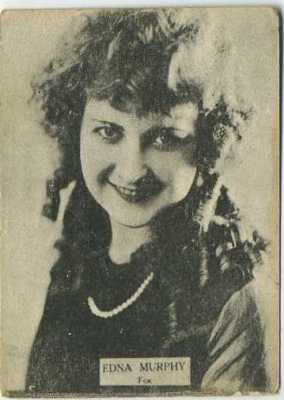
Edna Murphy, atriz de Fantômas, versão estadunidense de 1920 do seriado francês.
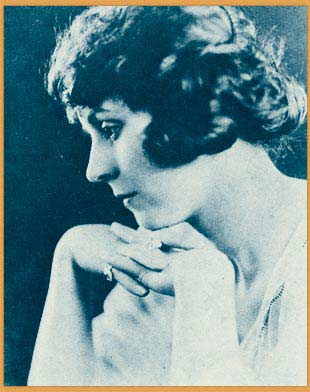
Edith Johnson, atriz do seriado Wolves of the North, de 1924.
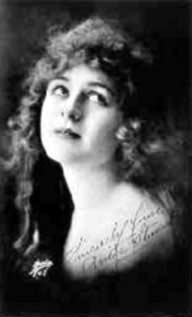
Anita Stewart, atriz do seriado Isle of Sunken Gold, em 1927.
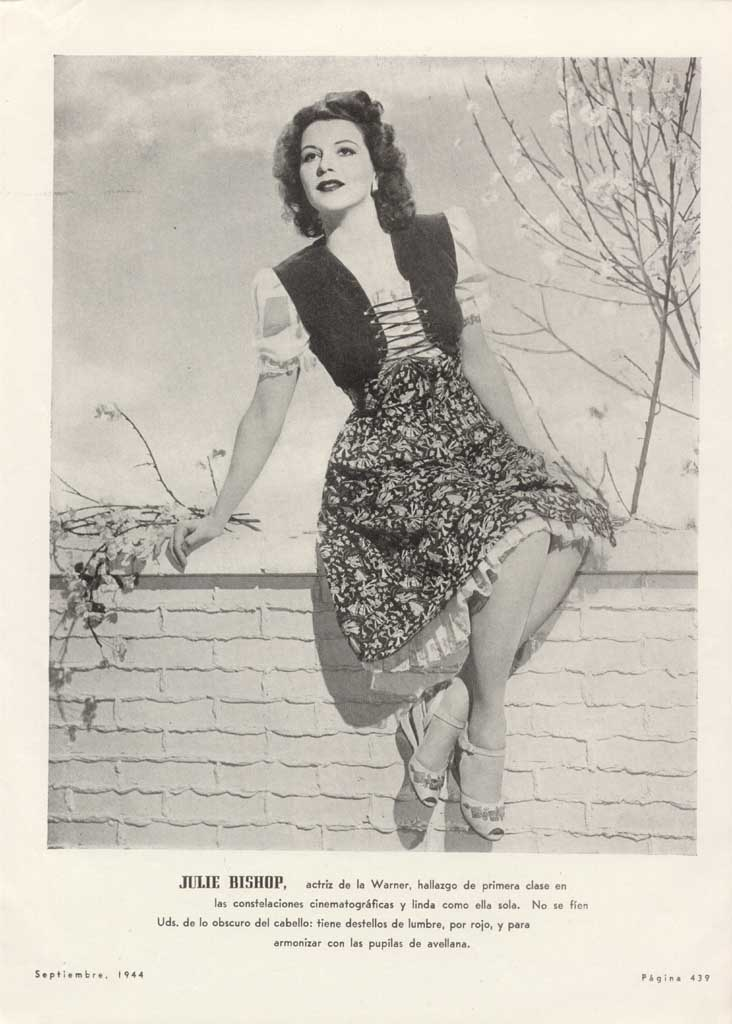
Julie Bishop, atriz de seriados como Tarzan the Fearless (1933) e Clancy of the Mounted (1933), sob o nome Jacqueline Wells.

## Dublês
Um dos elementos mais importantes dos seriados foi a presença dos dublês. Os dublês eram, na verdade, os grandes criadores da emoção dos seriados, no planejamento e execução das cenas e sequências perigosas. No início do cinema, muitos atores e atrizes faziam eles mesmos as cenas perigosas, o que, por diversas vezes, ocasionou lesões e ferimentos graves a ponto de comprometer as filmagens. Helen Holmes, por exemplo, no seriado The Hazards of Helen, de 1914, fez ela mesma muitas de suas cenas. Pearl White, intérprete de seriados como The Perils of Pauline e The Exploits of Elaine, acredita-se que tenha abusado da bebida alcoólica, através dos anos, possivelmente devido às dores crônicas causadas pelos acidentes de filmagens, nas quais ela mesma fazia as cenas perigosas. Na medida em que as estrelas dos filmes se tornaram reconhecidas e, por conseguinte, caras e vitais para as produções, iniciou-se o processo de substituí-los por dublês em cenas consideradas perigosas.
Dublês como Bob Rose, Richard Talmadge, Cliff Lyons, David Sharpe e Yakima Canutt eram exímios cavaleiros, esportistas, e criaram cenas memoráveis que contribuíram para o sucesso dos seriados. Canutt, por exemplo, foi o criador da famosa cena em que cai do topo da diligência em movimento entre a parelha de cavalos, deixando a diligência e os cavalos passarem sobre ele e, depois, agarrava-se ao eixo das rodas traseiras, subindo novamente ao topo para retomar a briga.

## Estúdios

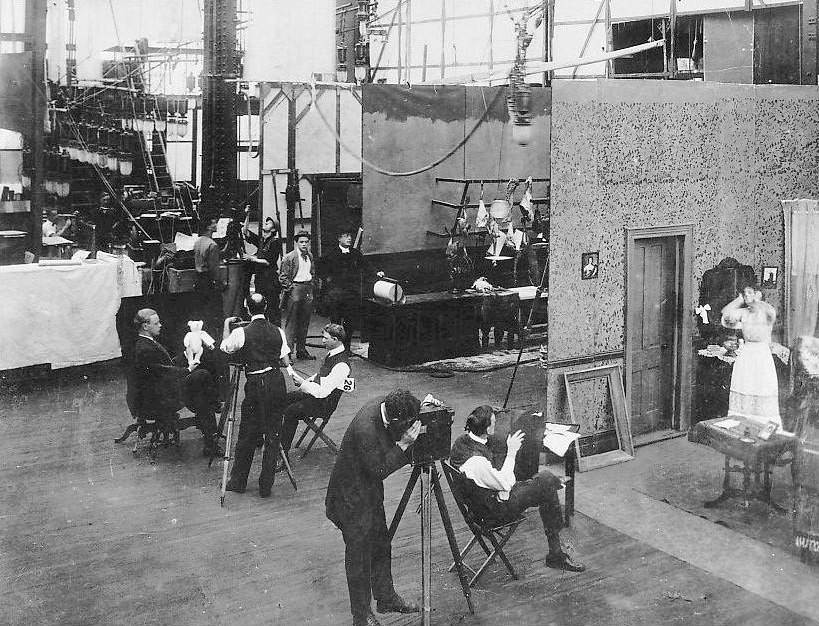
Edison Studios durante filmagem, por volta de 1907-1918.

Vários estúdios se tornaram célebres devido ao advento dos seriados, investindo em sua produção e tornando-os especialmente rentáveis frente ao grande sucesso, através de fórmulas simples para prender a atenção do público, tais como o uso do cliffhanger, o maniqueísmo vilão x herói, e a caracterização dos personagens de forma caricata e arquetípica, recursos esses que foram largamente usados por alguns estúdios, e que funcionaram especialmente na era do cinema mudo, mediante o entendimento mais fácil e menos elaborado da trama.
Alguns estúdios não alcançaram o sucesso desejado, e fizeram apenas uma investida nos seriados, tais como a Paramount Pictures, em 1917, que distribuiu apenas um seriado, Who is Number One?, um suspense em 15 capítulos, na verdade produzido por uma pequena empresa, a Balboa Amusement Producing Company. A Paramount não tornou a investir em seriados. A Fox Film Corporation, fundada por William Fox em 1915 e que em 1935 se uniria com a Twenty Century Pictures, fundada em 1933, e formaria a 20th Century Fox, lançou apenas dois seriados, em 1920.

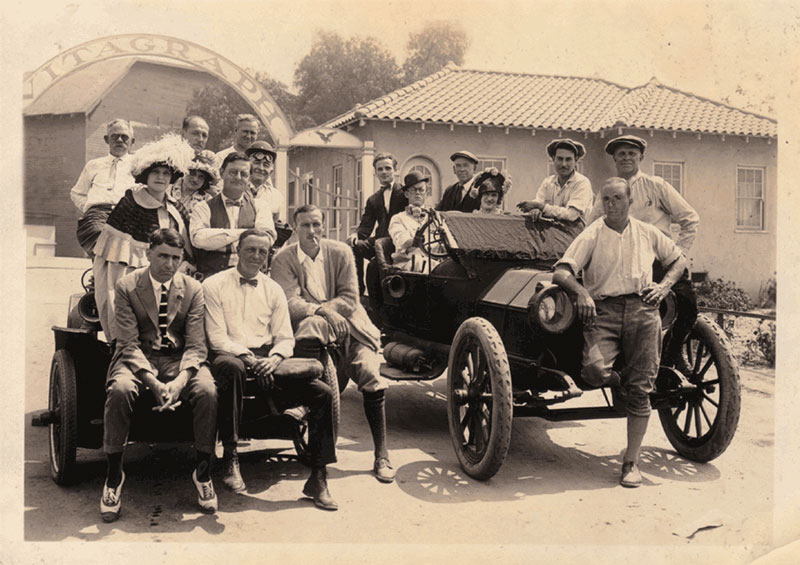
Equipe do Vitagraph Studios, um dos estúdios a produzir seriados no início do Século XX.

No final da década de 1910 e durante a década de 1920, surgiram dezenas de pequenos estúdios, os quais muitas vezes investiam em um único seriado, e suas produções eram distribuídas pelas companhias cinematográficas maiores.
A Mascot Pictures, fundada em 1927, produziu seu primeiro seriado naquele ano, o Western Heroes of the Wild, e investiu de tal forma no gênero que, em 1929, foi o primeiro estúdio a lançar um seriado com som, mesmo que parcial, The King of the Kongo, adiantando-se à Universal, que lançaria o primeiro sonoro um mês após, The Ace of Scotland Yard, também com som parcial.
A Universal Pictures, que iniciou com seriados em 1914, com Lucille Love, Girl of Mystery, produziu-os até os anos 1940, encerrando com a ficção científica The Mysterious Mr. M, em 1946. Em janeiro de 1937, estreou o último seriado independente dos Estados Unidos, Blake of Scotland Yard e, a partir desse ano, a Republic Pictures e a Columbia Pictures passaram a dominar quase completamente a produção de seriados cinematográficos. A Republic Pictures, entre 1936 e 1955, passou a liderar a indústria dos seriados, seguida pela Columbia Pictures, e anunciava quatro projetos ao ano. A Republic produziu seu primeiro seriado em 1936, Darkest Africa, e a Columbia em 1937, Jungle Menace. Nos anos 1950, foram produzidos os últimos seriados; em 1950, foi produzido o último seriado independente, no Reino Unido, The Mystery of the Snakeskin Belt, da Great Britain Instructional; a Republic Pictures produziu seu último em 1955, King of the Carnival, e a Columbia Pictures em 1956, Blazing the Overland Trail, encerrando aí a era dos seriados.
Os principais estúdios cinematográficos que investiram nos seriados na década de 1910
| - Deutsche Vitaskop GmbH (Alemanha) - Selig Polyscope Company - Edison Studios - Gaumont Film Company (França) - Pathé (França/ Estados Unidos) - Whartons Studio - Kalem Company - Thanhouser Film Corporation - Universal Studios - Lubin Manufacturing Company - Balboa Amusement Producing Company - American Film Company - Reliance Film Company - Powers Picture Plays - Signal Film Corporation - Vitagraph Studios - Astra Film Corporation - Erbograph Company/Consolidated Film Corporation - Kleine Productions Inc. - Quality Pictures Corporation - Deutsche Bioscop (Alemanha) - Niagara Film Studios | - Essanay Film Manufacturing Company - Caesar Film (Itália) - Monmouth Film Corporation - Paramount Pictures, com apenas um seriado, Who is Number One? (1917) - Tiber Film Prodution (Itália) - Le Film d’Art (França) - Western Photoplays Inc. - Jaxon Film Corporation - Burston Films Inc. - George B. Seitz Productions - Oliver Films Inc. - Great Western Film Producing Company - S. L. K. Serial Corporation - National Film Corporation of America - Wistaria Productions - The American Lifeograph Company - Babelsberg Studios - Serico Producing Company (com uma única produção, o seriado "A Woman in Grey" (1920) - Shamrock Photoplay Corporation - Hallmark Pictures Corporation - Rolfe Photoplays |

Estúdios que passaram a investir em seriados a partir da década de 1920
| - Allgood Pictures Corporation - Arrow Film Corporation - Berwilla Film Corporation - Canyon Pictures Corporation - Fox Film Corporation - Frohman Amusement Corporation - Grossman Pictures - Holmes Producing Corporation - Select Pictures Corporation - Supreme Pictures Corporation - Torquay & Paignton Photoplay Productions - Kosmik Films - Photoplay Serial Company - Hal Roach Studios Inc. & Ruth Roland Serials - Weiss Brothers Artclass Pictures Corporation - Star Serial Corporation - William Selig Productions | - Ruth Roland Serials - Rayart Pictures Corporation - Adventure Pictures - J. Charles Davis Productions - Wild West Productions - Goodwill Pictures - Sierra Pictures - Hercules Film Productions - Mascot Pictures - New-Cal Film Corporation - Société des Cinéromans (França) - William M. Pizor Productions - Goodart - Robert J. Horner - Syndicate Pictures - Malcolm Strauss Pictures |

Estúdios que iniciaram com seriados a partir da década de 1930
| - Ben Wilson Productions - Talking Picture Epics Inc. - Metropolitan Pictures - RKO Pictures - Principal Pictures - Romance Productions Incorporated - Burroughs-Tarzan Enterprises | - Screen Attractions - Super Serial Productions Inc. - Stage & Screen Productions - Victory Pictures Corporation (Sam Katzman) - Republic Pictures - Columbia Pictures - Great Britain Instructional (Reino Unido) |

## Filmes perdidos
Muito do cinema mudo estadunidense foi perdido, e mesmo dos filmes sonoros, a partir de 1927-1950, talvez metade tenha sido perdida. De alguns seriados do início do Século XX apenas restaram fragmentos ou alguns capítulos, preservados em acervos particulares, públicos ou da Library of Congress.
Nos anos que precederam o cinema sonoro, estima-se  que 80 a 90% dos filmes se perderam, pois na primeira metade do Século XX eram feitos à base de nitrato, que era instável, altamente inflamável, e requeria técnicas de conservação para que não se destruíssem com o tempo. Muitos desses filmes não foram conservados, apenas alguns foram reciclados, e esse fato faz com que a conservação dos filmes encontrados seja uma prioridade entre os historiadores.
Embora se saiba que muitos filmes mudos jamais serão recuperados, muitos foram descobertos em arquivos de filme ou coleções particulares. Em 1978, em Dawson City, Yukon, um trator descobriu enterradas bobinas de filme de nitrato durante a escavação de um aterro sanitário. Dawson City fora o fim da linha de distribuição de muitos filmes. Os títulos foram armazenados na biblioteca local até 1929, quando foram usados como aterro em uma piscina. Armazenados durante os anos 50, os filmes acabaram sendo bem preservados. Havia filmes de Pearl White, Harold Lloyd, Douglas Fairbanks e Lon Chaney, Sr. Esses filmes agora estão sob os cuidados da Biblioteca do Congresso.
Muitos filmes da era muda, por serem à base de nitrato, foram usados em explosivo e reciclados para combate durante a Primeira Guerra Mundial. A atriz de filmes mudos Ruth Roland, porém, certificou-se de que seus filmes sobrevivessem, pois armazenou-os no seu quintal em uma abóboda de concreto, onde eles foram encontrados após a sua morte, em 1937, aos 45 anos de idade.

## Influências
A influência dos seriados no cinema é indiscutível, não apenas na produção cinematográfica estadunidense, como também mundial, ao longo do século XX, estendendo-se aos tempos atuais. Alguns seriados tiveram transformadas suas características estilísticas e técnicas em um atributo da história do cinema.
Um exemplo é o seriado francês Fantômas, realizado entre 1913 e 1914, sob direção de Louis Feuillade, que apresentava o personagem Fantômas, criado por Marcel Allain (1885–1969) e Pierre Souvestre (1874–1914). Fantômas fora criado em 1911 e apareceu em 32 livros escritos em colaboração dos dois autores; após a morte de Souvestre, Allain escreveu mais 11 volumes da série. O seriado Fantômas tem sido considerado um dos modelos inspiradores do seriado estadunidense inicial.

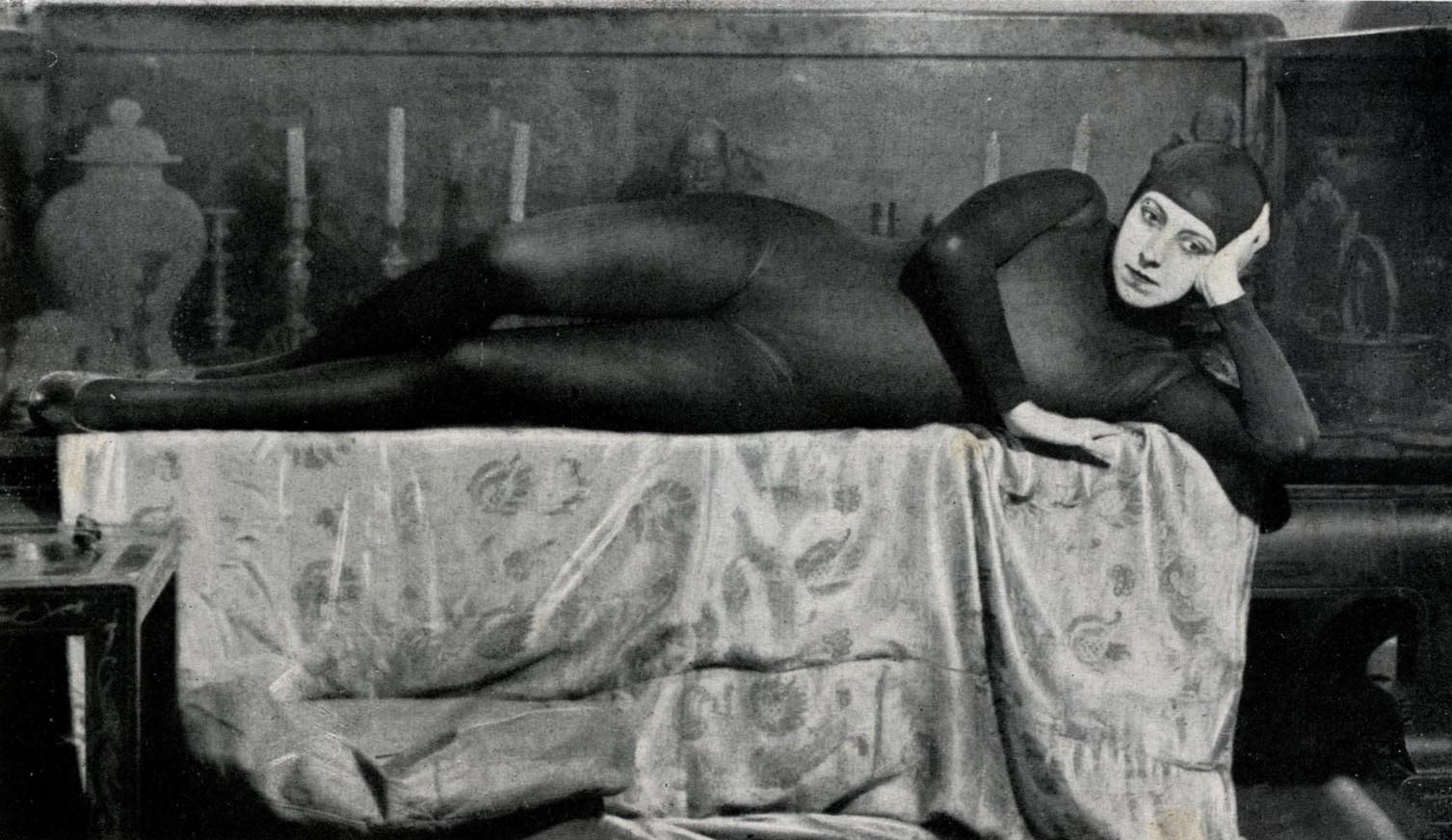
Musidora personificando Irma Vep (um anagrama de vampire), a estrategista de Les Vampires.

Outro seriado mudo francês, Les Vampires, também conhecido como The Mysterious Saga, escrito e dirigido por Louis Feuillade, e que veiculou irregularmente nos cinemas entre 1915 e 1916, tem sido referenciado como tendo criado o gênero de thriller de crime, criando técnicas de suspense cinematográfico, usadas mais tarde por Alfred Hitchcock e Fritz Lang. Ele também é referenciado com inspirador de cineastas experimentais Luis Buñuel, e diretores franceses da New Wave, como Alain Resnais e Georges Franju. Tem sido considerado por alguns como o primeiro exemplo de um filme de gângster. Les Vampires não se refere, na verdade, a seres mitológicos, como seu nome sugere, principalmente enfocando um dos líderes das gangues, Irma Vep (interpretada por Musidora), cujo nome é um anagrama de vampire. Estilisticamente, o filme é feito em forma de pulp fashion, sendo realizado de forma rápida e pouco dispendiosa, com roteiro curto. Apesar de ter sido extremamente impopular na época de seu lançamento, devido a sua má qualidade em comparação com outros filmes e pela sua moralidade duvidosa, Les Vampires alcançou grande sucesso com a eclosão da Primeira Guerra Mundial, transformando a atriz Musidora em uma estrela do cinema francês. Aos poucos, o filme ganhou a aclamação da crítica e a compreensão, e agora é sem dúvida o trabalho mais conhecido e reverenciado de Feuillade. Les Vampires foi incluído no livro 1001 Movies You Must See Before You Die. Em maio de 2012, seu escore era 7.2 no IMDB e no Rotten Tomatoes ele alcançou uma avaliação de 100%, indicando Fresh.

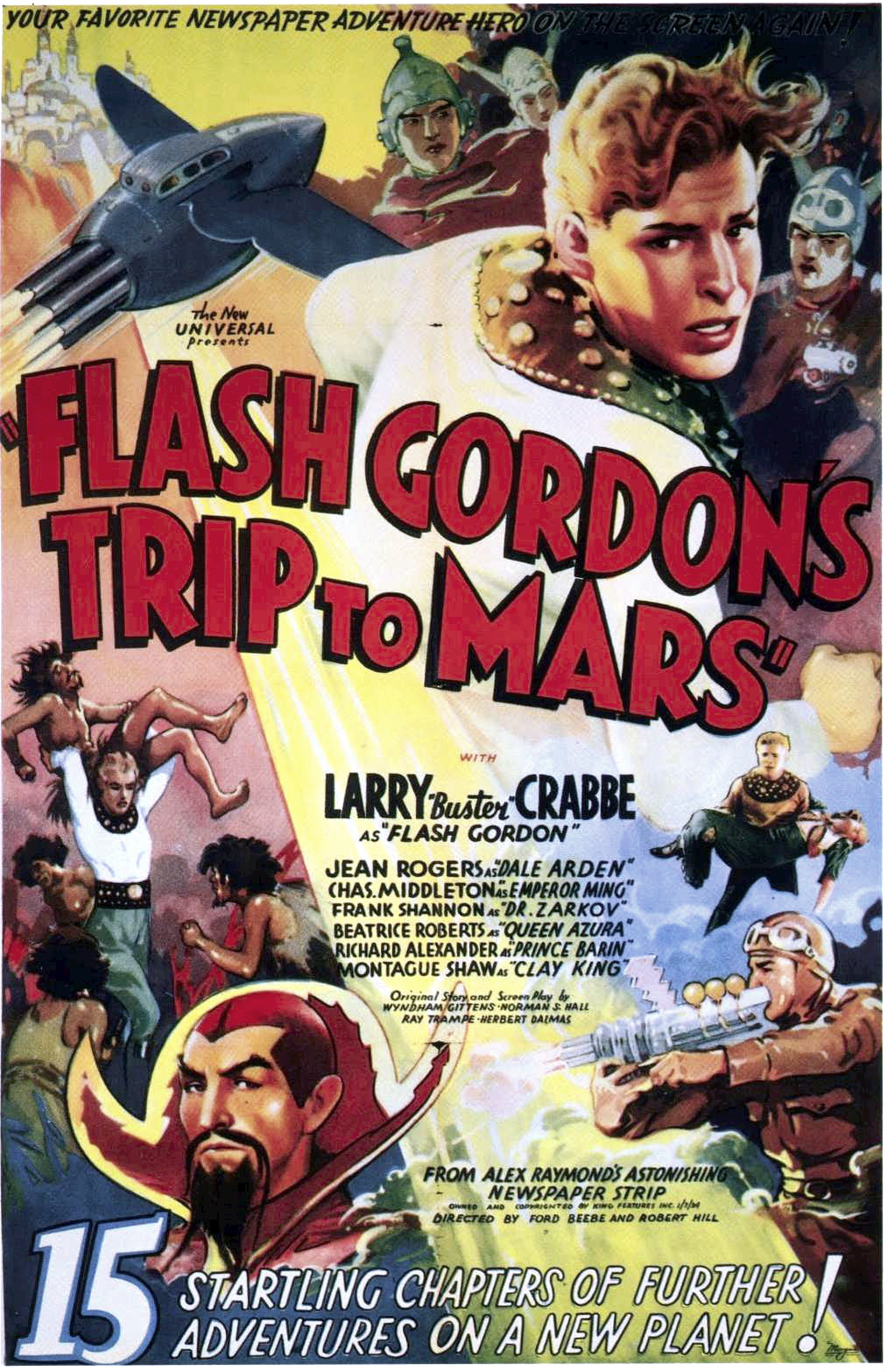
Pôster do seriado Flash Gordon's Trip to Mars (1938), estrelado por Buster Crabbe e que influenciou George Lucas na criação de Star Wars.

O filme de Olivier Assayas, Irma Vep, de 1996, com uma história nascida da tentativa de refazer Les Vampires, é tanto uma homenagem ao carácter inovador do filme original, quanto uma crítica do estado atual do cinema francês. A peça The Mystery of Irma Vep também é inspirado no filme, assim como a adaptação brasileira Irma Vap - O Retorno. Les Vampires também é referenciado no filme francês de 1974 Celine and Julie Go Boating, onde as personagens-título vestem trajes semelhantes aos de Irma Vep, e no filme de guerra de 2009, Inglourious Basterds, onde cartazes de publicidade podem ser vistos em um escritório. O álbum de estreia oficial (Black Lips!) do grupo de rock estadunidense Black Lips apresenta na capa uma imagem de Irma Vep.

Indiana Jones, personagem do cinema atual inspirado nos seriados dos anos 1930.

Criação de George Lucas e de Steven Spielberg, o tom e o estilo dos filmes de Indiana Jones também guardam estreita relação com os seriados dos anos 1930 e 1940. George Lucas teve ideias para dois filmes inspirados nos seriados dos anos 30, uma adaptação do herói das tiras de jornal, Flash Gordon, e outra de ação, inspirada na Republic Pictures e em Doc Savage, com um arqueólogo aventureiro. A primeira não pode ser concretizada, uma vez que descobriu que os direitos já haviam sido vendidos pela King Features Syndicate ao produtor italiano Dino De Laurentiis, o cineasta resolveu reunir outras influências e criar Star Wars,  a segunda era The Adventures of Indiana Smith, que com a colaboração do roteirista Philip Kaufman, o qual sugeriu usar a Arca da Aliança, se tornou Raiders of the Lost Ark. Spielberg, que passou sua infância em Scottsdale, Arizona, e costumava assistir nos anos 50 as matinês, declarou: Eles me causavam ótima impressão, por serem tão emocionantes e tão toscos. Eu ao mesmo tempo me envolvia com as histórias e as ridicularizava. Em dada semana, o mocinho terminava o episódio suspendo de um precipício, ou em um carro que despencava e explodia lá embaixo. Mas na semana que vem ele reaparecia sem danos. Eles esqueciam de mostrar a tomada em que o sujeito escapava do carro. Não posso admitir algo assim em um Indiana Jones.
Outro legado do período serial foi o Western, que continha a fórmula incontestável do seriado: o herói, a heroína, o vilão, a rapidez de ação, o pouco diálogo e os perigos; dessa forma, a combinação western/seriado foi perfeita. Direcionados originalmente para o público infanto-juvenil das matinês nas pequenas cidades, o western, assim como o seriado, contribuíram para a caracterização dos personagens arquetípicos da moderna sociedade, inspirados no maniqueísmo “bem x mal”, na luta pelo direito e pela justiça, no sucesso final do “bem”. O Western, que durante muito tempo foi considerado “o cinema americano por excelência”, encontrou na tela, portanto, o seu meio de expressão ideal, do encontro de uma mitologia com um meio de expressão.
O Cliffhanger, termo atualmente integrado ao mundo cinematográfico, pode ter migrado para o cinema no seriado do cinema mudo, The Perils of Pauline, de 1914, exibido em episódios semanais que apresentavam Pearl White como uma permanente “donzela em perigo”. Especificamente, um episódio filmado nos arredores de New Jersey Palisades terminava com a heroína literalmente à beira do precipício. A partir de então, vários seriados utilizaram o recurso, tais como The Hazards of Helen, The Timber Queen, entre outros, em que a heroína sempre terminava o episódio sob uma situação de perigo extremo e, aparentemente, sem solução. Entre 1912 e 1956, foram produzidos 232 seriados com o recurso do cliffhanger. Exemplificando através de incursões mais recentes, possivelmente o mais famoso cliffhanger foi o fim do filme de 1969, The Italian Job (Um Golpe à Italiana), onde o veículo usado na fuga ficava literalmente “balançando à beira do abismo”. Atualmente tais recursos passaram a ser utilizados em séries de TV, especialmente em novelas. Nos Estados Unidos da América, o enorme sucesso de Who shot J.R.?, fechamento de temporada de Dallas, utilizou o cliffhanger para manter a expectativa dos telespectadores. Outro notável cliffhanger ocorreu em Dinastia, em 1985, e em The Best of Both Worlds, episódio de Star Trek: The Next Generation, em 1990.
Algumas séries de TV tomaram o cliffhanger como característica marcante de continuidade, como foi o exemplo de The Time Tunnel (O Túnel do Tempo). Em cada episódio a série apresentava uma história completa, mas, no final, os protagonistas eram lançados através do túnel do tempo em um novo local e em uma nova aventura, anunciada de forma a manter o interesse do público. Esse recurso foi utilizado igualmente em Lost in Space (Perdidos no Espaço), série produzida entre 1965 e 1968. No Brasil, os capítulos de telenovela geralmente usam o recurso cliffhanger para manter a atenção dos telespectadores, e o final de cada capítulo passa a ser uma cena que desperta a curiosidade para a resolução da situação, assegurando a audiência continuamente.
No Brasil, algumas telenovelas utilizaram mais amplamente o recurso, inserindo-o no contexto de expectativa em grande escala, divulgando-o através da mídia, de forma a assegurar a audiência maciçamente. Um dos exemplos, bastante popular na época, foi a famosa questão Quem matou Odete Roitman?, questão-chave que garantiu a audiência da telenovela Vale Tudo, realizada entre 1988 e 1989. Anteriormente, uma questão parecida havia sido veiculada, durante a telenovela O Astro, realizada entre 1977 e 1978: Quem matou Salomão Hayalla?.

## Lista de seriados
- Lista de seriados da década de 1900
- Lista de seriados da década de 1910
- Lista de seriados da década de 1920
- Lista de seriados da década de 1930
- Lista de seriados da década de 1940
- Lista de seriados da década de 1950

### Seriados do cinema mudo (lista parcial)
| - What Happened to Mary? (1912) - The Adventures of Kathlyn (1913) - Fantômas (1913) - (França) - The Perils of Pauline (1914) - The Hazards of Helen (1914) - The Exploits of Elaine (1914) - Les Vampires (1915) - (França) - The Ventures of Marguerite (1915) | - Voice on the Wire – Em 15 capítulos, com Hoot Gibson (1917) - Judex (1917) - A Woman in the Web – Em 15 capítulos, com Hoot Gibson (1918) - The Eagle's Talons (Universal Pictures, 1923. Com Fred Thomson e Ann Little) - Casey of the Coast Guard (1926) - Queen of the Northwoods (1929) (último seriado da Pathé) - Tarzan the Tiger (1929) (som parcial) |

### Seriados da "Golden Age" do cinema sonoro: 1936 - 1945 (lista parcial)
| - The Hurricane Express (Mascot Pictures, 1932) - Ace Drummond (Universal, 1936) - Custer's Last Stand (Weiss Bros., 1936) - Darkest Africa (Republic, 1936) - Flash Gordon (Universal, 1936) - Robinson Crusoe of Clipper Island (Republic, 1936) - Shadow of Chinatown (Victory, 1936) - The Adventures of Frank Merriwell (Universal, 1936) - The Amazing Exploits of the Clutching Hand (Weiss Bros., 1936) - The Black Coin (Weiss Bros., 1936) - The Phantom Rider (Universal, 1936) - The Vigilantes Are Coming (Republic, 1936) - Undersea Kingdom (Republic, 1936) - Blake of Scotland Yard (Victory, 1937) - Dick Tracy (Republic, 1937) - Jungle Jim (Universal, 1937) - Jungle Menace (Weiss Bros./Columbia, 1937) - Radio Patrol (Universal, 1937) - S.O.S. Coast Guard (Victory, 1937) - Secret Agent X-9 (Universal, 1937) - The Mysterious Pilot (Weiss Bros./Columbia, 1937) - The Painted Stallion ("O Aliado Misterioso") (Republic, 1937) - Tim Tyler's Luck (Universal, 1937) - Wild West Days (Universal, 1937) - Zorro Rides Again (Republic, 1937) - Dick Tracy Returns (Republic, 1938) - Flaming Frontiers (Universal, 1938) - Flash Gordon's Trip to Mars (Universal, 1938) - Hawk of the Wilderness (Republic, 1938) - Red Barry (Universal, 1938) - The Fighting Devil Dogs (Republic, 1938) - The Secret of Treasure Island (Weiss Bros./Columbia, 1938) - The Great Adventures of Wild Bill Hickok (Columbia, 1938) - The Lone Ranger (Republic, 1938) - The Spider's Web (Columbia, 1938) - Buck Rogers (Universal, 1939) - Daredevils of the Red Circle (Republic, 1939) - Dick Tracy's G-Men (Republic, 1939) - Flying G-Men (Columbia, 1939) - Mandrake the Magician (Columbia, 1939) - Overland with Kit Carson (Columbia, 1939) - Scouts to the Rescue (Universal, 1939) - The Lone Ranger Rides Again (Republic, 1939) - The Oregon Trail (Universal, 1939) - The Phantom Creeps (Universal, 1939) - Zorro's Fighting Legion (Republic, 1939) - Adventures of Red Ryder (Republic, 1940) - Deadwood Dick (Columbia, 1940) - Drums of Fu Manchu (Republic, 1940) - Flash Gordon Conquers the Universe (Universal, 1940) - Junior G-Men (Universal, 1940) - King of the Royal Mounted (Republic, 1940) - Mysterious Doctor Satan (Republic, 1940) - Terry and the Pirates (Columbia, 1940) - The Green Archer (Columbia, 1940) - The Green Hornet (Universal, 1940) | - The Green Hornet Strikes Again! (Universal, 1940) - The Shadow (Columbia, 1940) - Winners of the West (Universal, 1940) - Adventures of Captain Marvel (Republic, 1941) - Dick Tracy vs. Crime, Inc. (Republic, 1941) - Holt of the Secret Service (Columbia, 1941) - Jungle Girl (Republic, 1941) - King of the Texas Rangers (Republic, 1941) - Riders of Death Valley (Universal, 1941) - Sea Raiders (Universal, 1941) - Sky Raiders (Universal, 1941) - The Iron Claw (Columbia, 1941) - The Spider Returns (Columbia, 1941) - White Eagle (Columbia, 1941) - Captain Midnight (Columbia, 1942) - Don Winslow of the Navy (Universal, 1942) - Gang Busters (Universal, 1942) - Junior G-Men of the Air (Universal, 1942) - King of the Mounties (Republic, 1942) - Overland Mail (Universal, 1942) - Perils of Nyoka ("Os Perigos de Nyoka") (Republic, 1942) - Perils of the Royal Mounted (Columbia, 1942) - Spy Smasher (Republic, 1942) - The Secret Code (Columbia, 1942) - The Valley of Vanishing Men (Columbia, 1942) - Adventures of the Flying Cadets (Universal, 1943) - Batman (Columbia, 1943) - Adventures of Sir Galahad ("Os Cavaleiros do Rei Artur") (Columbia, 1943) - Daredevils of the West (Republic, 1943) - Don Winslow of the Coast Guard (Universal, 1943) - G-Men vs The Black Dragon (Republic, 1943) - Secret Service in Darkest Africa (Republic, 1943) - The Adventures of Smilin' Jack (Universal, 1943) - The Masked Marvel (Republic, 1943) - The Phantom (Columbia, 1943) - Black Arrow (Columbia, 1944) - Captain America (Republic, 1944) - Haunted Harbor (Republic, 1944) - Raiders of Ghost City (Universal, 1944) - The Desert Hawk (Columbia, 1944) - The Great Alaskan Mystery (Universal, 1944) - Mystery of the River Boat (Universal, 1944) - The Tiger Woman (“A Mulher Tigre”) (Republic, 1944) - Zorro's Black Whip (Republic, 1944) - Brenda Starr, Reporter (Columbia, 1945) - Federal Operator 99 (Republic, 1945) - Jungle Queen (Universal, 1945) - Jungle Raiders (Columbia, 1945) - Manhunt of Mystery Island (Republic, 1945) - Secret Agent X-9 (Universal, 1945) - The Master Key (Universal, 1945) - The Monster and the Ape (Columbia, 1945) - The Purple Monster Strikes (Republic, 1945) - The Royal Mounted Rides Again (Universal, 1945) - Who's Guilty? (Columbia, 1945) |

### Outros seriados notáveis
- The King of the Kongo (1929) – primeiro seriado com som da Mascot Pictures
- The Mystery Squadron (1933) (com Bob Steele, fora do gênero western) (Universal)
- The Miracle Rider (1935) (com Tom Mix)
- The Mysterious Mr. M (1946) – último seriado da Universal Pictures
- King of the Carnival (1955) – último seriado da Republic Pictures
- Blazing the Overland Trail (1956) - último seriado produzido (da Columbia Pictures)